# NGC 1085
NGC 1085 is een spiraalvormig sterrenstelsel in het sterrenbeeld Walvis. Het hemelobject werd op 26 september 1865 ontdekt door de Duits-Deense astronoom Heinrich Louis d'Arrest.

## Synoniemen
- PGC 10498
- UGC 2241
- MCG 0-8-10
- ZWG 389.8
- NPM1G +03.0099
- IRAS02438+0323